# Life Got Cold
«Life Got Cold» —en español: «La Vida se pone fría»— Es una canción del grupo pop británico Girls Aloud, salida de su álbum debut Sound Of The Underground de (2003). La canción fue escrita por Miranda Cooper, Brian Higgins y su equipo de producción Xenomania, y producida por Higgins y Xenomania. Noel Gallagher de Oasis recibió un crédito por escritor debido a las similitudes con la canción de Oasis, "Wonderwall". Esta canción fue lanzada como tercer sencillo de la banda el 18 de agosto de 2003.

## Antecedentes y composición
"Life Got Cold" es una balada escrita en si bemol mayor. Las progresiones de acordes varían a lo largo de la canción, pero los acordes son diferentes B ♭, C, D, Gm y Am. Tras típica forma de verso-estribillo, la canción se compone de un verso seguido de un puente y estribillo. Los versos son "talk-sung", mientras que el puente y el coro son canciones sobre rasgueos de guitarra. El medio 8 es una versión más lenta del puente. La canción cuenta la historia de amor juvenil que puso fin a "cuando el verano se escapó". "Life Got Cold" fue una adición tardía a Sonido del metro, completado por Xenomania, poco antes de lanzar el Álbum. El productor Brian Higgins no tenía en mente que esta canción fuese para Girls Aloud hasta que las escucho cantar, "siempre eh llegado a basarme en el desempeño de un artista, no en la música en sí. Sin embargo, la cantaron , quede realmente enganchado en el aspecto melancólico de la misma,  me pareció hermoso".  Las letra se centran en "la impotencia de como direcionar nuestras vidas en el mundo moderno".Nicola Roberts en una entrevista dijo que esta era su canción favorita del álbum.

## Formatos y remixes
| UK CD1 (Polydor / 98106563) 1. «Life Got Cold» (Álbum Versión) — 3:55 2. «Girls on Film» (Duran Duran) — 3:41 3. «No Good Advice» (Doublefunk Clean Vocal Mix) — 7:30 4. «Life Got Cold» (Video) — 4:00 5. «Life Got Cold» (Photo Gallery) UK CD2 (Polydor / 98106570) 1. «Life Got Cold» (Radio Edit) — 3:29 2. «Life Got Cold» (Álbum Versión) — 3:57 3. «Life Got Cold» (29 Palms Remix Edit) — 6:54 4. «Life Got Cold» (Stella Browne Edit) — 5:26 UK Cassette (Polydor / 98106587) 1. «Life Got Cold» (Radio Edit) — 3:29 2. «Life Got Cold» (Stella Browne Original Mix) — 3:57 3. «Lights, Music, Camera, Action» (Steve Lee, Nigel Lowis, Paul Meehan) — 3:09 | The Singles Boxset (CD3) 1. «Life Got Cold» (Álbum Versión) — 3:55 2. «Girls on Film» — 3:41 3. «No Good Advice» (Doublefunk Clean Vocal Mix) — 7:30 4. «Life Got Cold» (Radio Edit) — 3:29 5. «Life Got Cold» (29 Palms Remix Edit) — 6:54 6. «Life Got Cold» (Stella Browne Edit) — 5:26 7. «Life Got Cold» (Stella Browne Original Mix) — 3:57 8. «Lights, Music, Camera, Action» — 3:09 9. «Life Got Cold» (29 Palms Club Remix) — 7:07 10. «Life Got Cold» (Stella Browne Dub) — 6:05 11. «Life Got Cold» (Video) — 4:00 12. «Life Got Cold» (Photo Gallery) |

## Posicionamiento en listas
| \| Listas (2003) \| Posición \| \| ---------------------------------------------- \| -------- \| \| Bélgica (Flandes) (Ultratip Bubbling Under)[3] \| 14 \| \| Irlanda (IRMA)[4] \| 2 \| \| Reino Unido (UK Singles Chart)[5] \| 3 \| |          |
| Listas (2003) | Posición |
| Bélgica (Flandes) (Ultratip Bubbling Under) | 14       |
| Irlanda (IRMA) | 2        |
| Reino Unido (UK Singles Chart) | 3        |